# Bitwa pod Barakiem
Bitwa pod Barakiem – bitwa kampanii wrześniowej  stoczona 8 września 1939 w okolicach leśniczówki położonej przy szosie Skarżysko–Szydłowiec.

## Prolog
8 września około godziny 12.00 oddziały 2 Dywizji Lekkiej Wehrmachtu, nacierające ze Skarżyska w stronę Szydłowca natknęły się na sztab płk Bolesława Ostrowskiego ulokowany wraz ze szwadronem kawalerii dywizyjnej w  leśniczówce w lesie Bór pomiędzy miejscowościami Barak i Skarżysko-Książęce. W obliczu przewagi nieprzyjaciela, polskie oddziały musiały wycofać się do miejscowości Barak, gdzie broniły się jeszcze do godziny 14. Stamtąd sztab ewakuował się do Iłży. Sam pułkownik wraz ze szwadronem kawalerii ewakuował się przez Szydłowiec – Wierzbicę – Skaryszew w kierunku Kozienic. 

## Bitwa
Z uwagi na odcięcie sztabu od głównych sił 36 DP dowództwo objął dowódca 163 pułku piechoty ppłk P. Nakoniecznikoff-Klukowski. Podjął decyzję o przebiciu się dywizji przez pozycje niemieckie. 163 pp wraz z 1. baterią 7 pal miał nacierać w kierunku na południe od Baraku, na Kierz Niedźwiedzi, Trębowiec i Iłżę; przekroczyć szosę szybko i na szerokim odcinku; wykorzystać 1 baterię artylerii na prawym skrzydle do zwalczania czołgów na wprost; 165. pp rez. – ubezpieczać natarcie 163. pp w kierunku Skarżyska Książęcego, a w dalszym natarciu osłaniać go przesuwając się w kierunku na północ od Skarżyska Książęcego i Świerczka. Do natarcia ruszono o godz. 16. Po rozbiciu zmotoryzowanej kolumny z 2 DLek. dokonano ześrodkowania w lesie koło Kierza Niedźwieckiego, gdzie z uwagi na brak amunicji zlikwidowano 1. baterię artylerii 7. pal oraz ciężką broń maszynową. Około godz. 22:30 podjęto ewakuację.

## Epilog
Z uwagi na wyczerpanie się amunicji oraz zniszczone przeprawy na Wiśle 10 września podjęto decyzję o rozwiązaniu 163 pp oraz 165 pp. 10 września szwadron kawalerii dywizyjnej 36 Dywizji Piechoty został włączony do 4 pułku Ułanów Zaniemeńskich. Z tą chwilą 36 DP przestała istnieć. 